# Église Saint-Seurin d'Artigues-près-Bordeaux
Pour les articles homonymes, voir Église Saint-Seurin.
L'église Saint-Seurin est une église catholique  du XIIe siècle située sur la commune de Artigues-près-Bordeaux, dans le département de la Gironde, en France.

## Localisation
L'église et son cimetière la ceignant se trouvent au bourg, allée Betailhe.

## Historique et description
Un chapiteau mérovingien mutilé, qui sert de bénitier à l’entrée de l'église, permet de supposer la présence, à cet emplacement, d'un édifice remontant au Ve ou VIe siècle. Pour l'édifice actuel, dont l'origine remonte au XIe siècle, l'abside, qui est légèrement inclinée vers le nord, et les murs de la nef, sont construits en moellons de petit appareil.
Au milieu du XIIe siècle, deux demi-colonnes circulaires sont placées à l'abside qui est voûtée en cul-de-four et des fenêtres à colonnettes sont ouvertes dans les murs. Une fenêtre du même type est percée dans un contrefort en bel appareil régulier situé dans l'axe de l'abside. À l'intérieur du chevet, à l'est de la nef, on construit un mur en bel appareil régulier. La travée droite est confortée de quatre demi-colonnes portant des chapiteaux sculptés qui reçoivent deux doubleaux supportant la voûte en berceau brisé.
Au XIIIe ou XIVe siècle, un porche servant de soubassement au clocher est édifié au-devant de la nef puis fortifié. L'église, en ruine au XVIIIe siècle, est restaurée au XIXe siècle. Le clocher carré et un nouveau porche sont construits.
Le décor sculpté est concentré dans l'abside. La corniche porte des modillons et une ornementation de cercles et étoiles ; les fenêtres sont ornées de chapiteaux et, à l'intérieur, se trouvent des chapiteaux sculptés.
La transformation d'une église vétuste en havre de tranquillité est l’œuvre de son curé, Jean Puyo, arrivé à Artigues en 1951. Avec le père Maurice Moullet, il a pu réunir une équipe d'artisans et bénévoles locaux (MM. Rubiès, Lacomère, Capdefer, Arnaud, Delage, Bouquey, Bardinet, Gavini, Delteil, Miroux, Elio, Carde) qui ont œuvré comme les bâtisseurs de l'époque romane.
L'église a été inscrite au titre des monuments historiques en totalité par arrêté du 3 novembre 1925.

### La décoration extérieure
La fenêtre sud.
Sur le chapiteau ouest, se trouve un fauve bi-corporé (deux fauves réunis par une tête unique) et, sur le chapiteau est, deux oiseaux huppés qui détournent leurs têtes pour lisser du bec leurs plumes.
La fenêtre orientale.
Sur le chapiteau sud, deux canards sont en train de déchiqueter un reptile (un fac-similé réalisé au XIXe siècle) et sur le chapiteau nord, deux oiseaux s'abreuvent à un même calice.
Ces quatre sujets font partie du répertoire de base de l'imagerie animalière en usage en Gironde à l'époque romane.
Les modillons
Une longue série de modillons supporte la corniche dont le chanfrein est orné de cercles étoilés.
Ces modillons sont tous différents et très stylisés. 
Il est probable que le même atelier a réalisé la décoration du chevet de l'église Saint-Saturnin de Camarsac située à environ 12 km à l'est.

### La décoration intérieure
L'arc triomphal
Chapiteau nord, Les ripailleurs : un personnage verse d'un cruchon une boisson dans des coupes ; à ses côtés, un homme joue de la vielle. Le personnage central est présenté en pied et de face. Deux danseurs le suivent, l'un jongle avec des balles, l'autre danse.
Chapiteau sud : Le personnage principal, qui porte un vêtement court, du genre kilt, étend les bras dont les extrémités deviennent des volutes foliaires. Le bras droit de son voisin est transformé en chistera. Cette prolifération foliaire évoque les fautes et plaisirs de l'homme dans la Nature, autrement dit, les instincts.
Pour finir, un masque aplati, barbu et grimaçant, porte l'effigie du Malin. Une combinaison de masque diabolique et de danses profanes était d'un usage courant.
Fenêtre axiale du chevet.
Deux chapiteaux encadrent cette ouverture qui, par sa position proche de l'autel, était traditionnellement chargée d'un sens mystique. 
L'un se couvre de feuilles grasses entrelacées et l'autre sert de berceau à une sirène-poisson allongée en train de rire. De sa main droite, elle brandit une espèce de volatile et, de sa main gauche, un reptile informe.
Un gros masque avec un rictus clownesque occupe l'angle supérieur.

### Les vitraux
L'église est éclairée par des vitraux contemporains (1952-1954), œuvres de l'artiste suisse Yoki (Emile Aebischer), qui travaillait en collaboration avec l'équipe du père Jean Puyo.

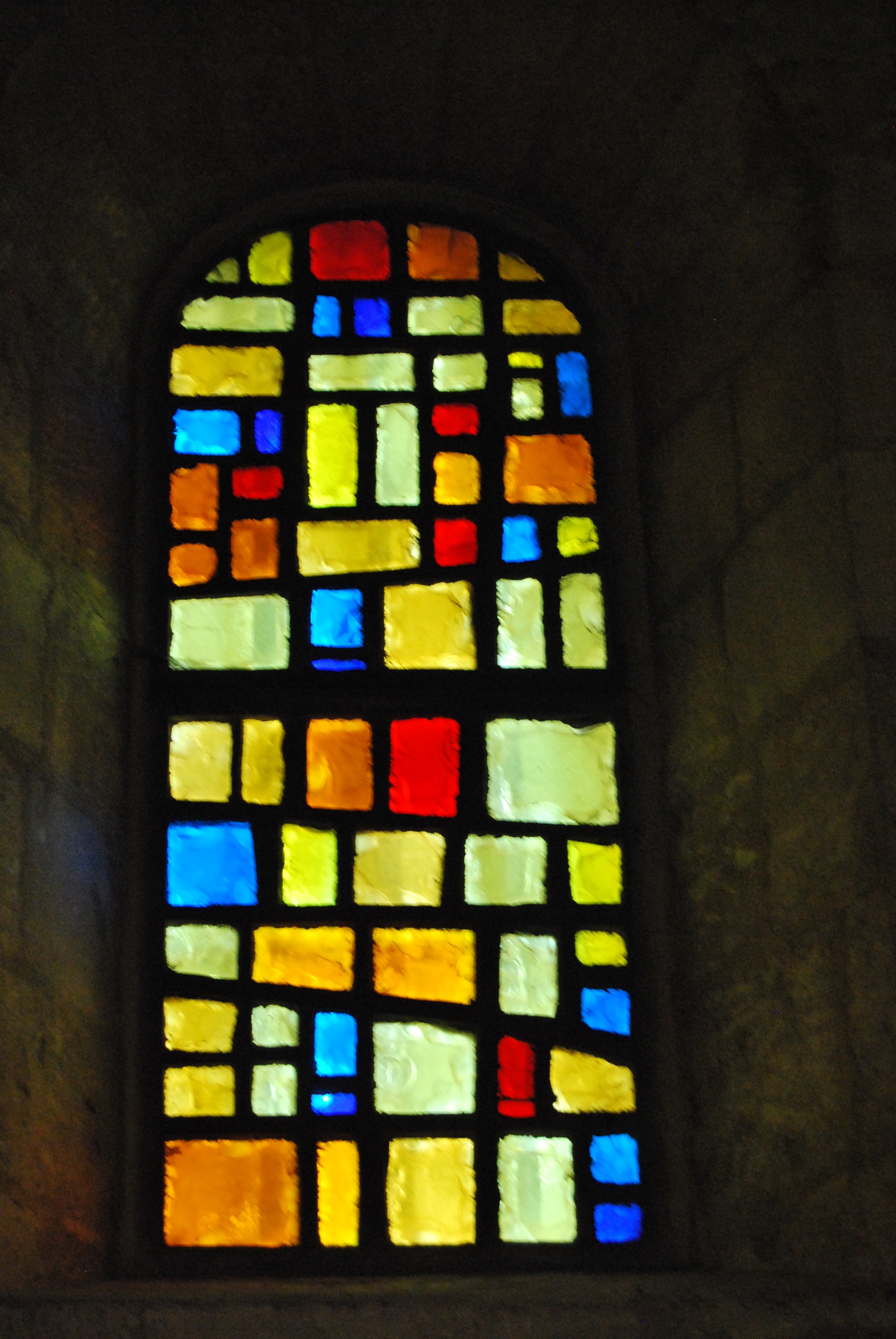
Vitrail sud.
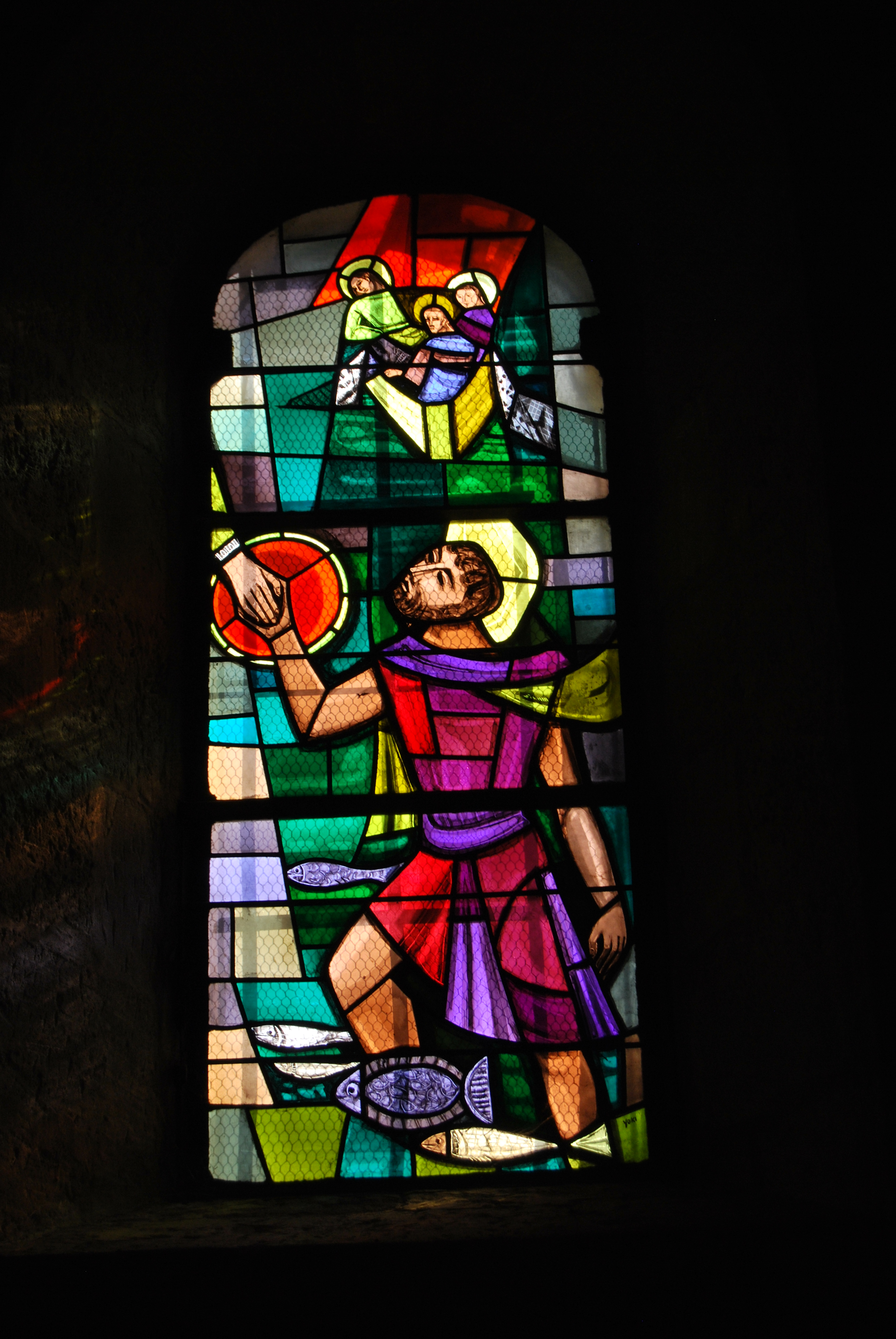
La main tendue à Pierre marchant sur l'eau.
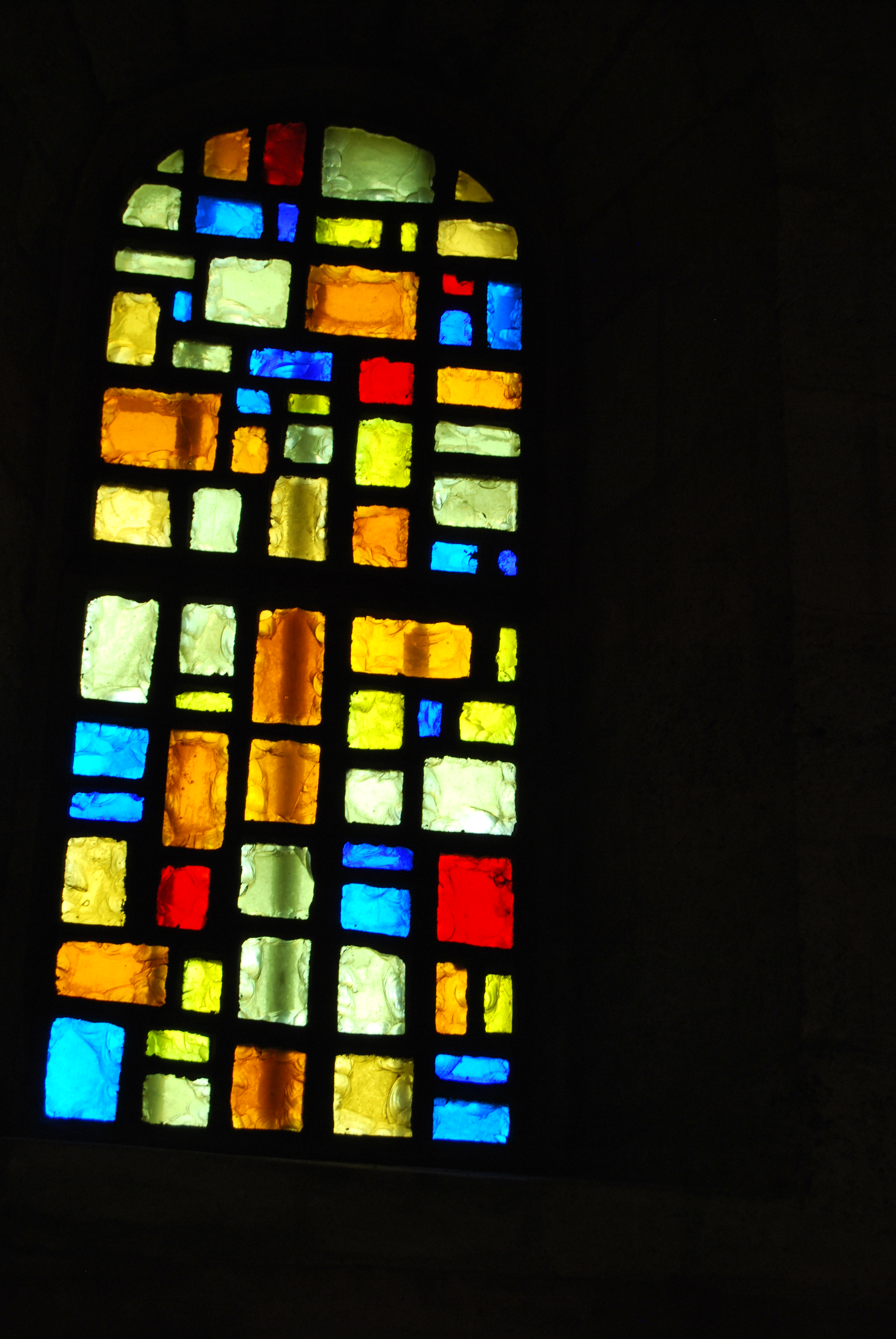
Vitrail sud.
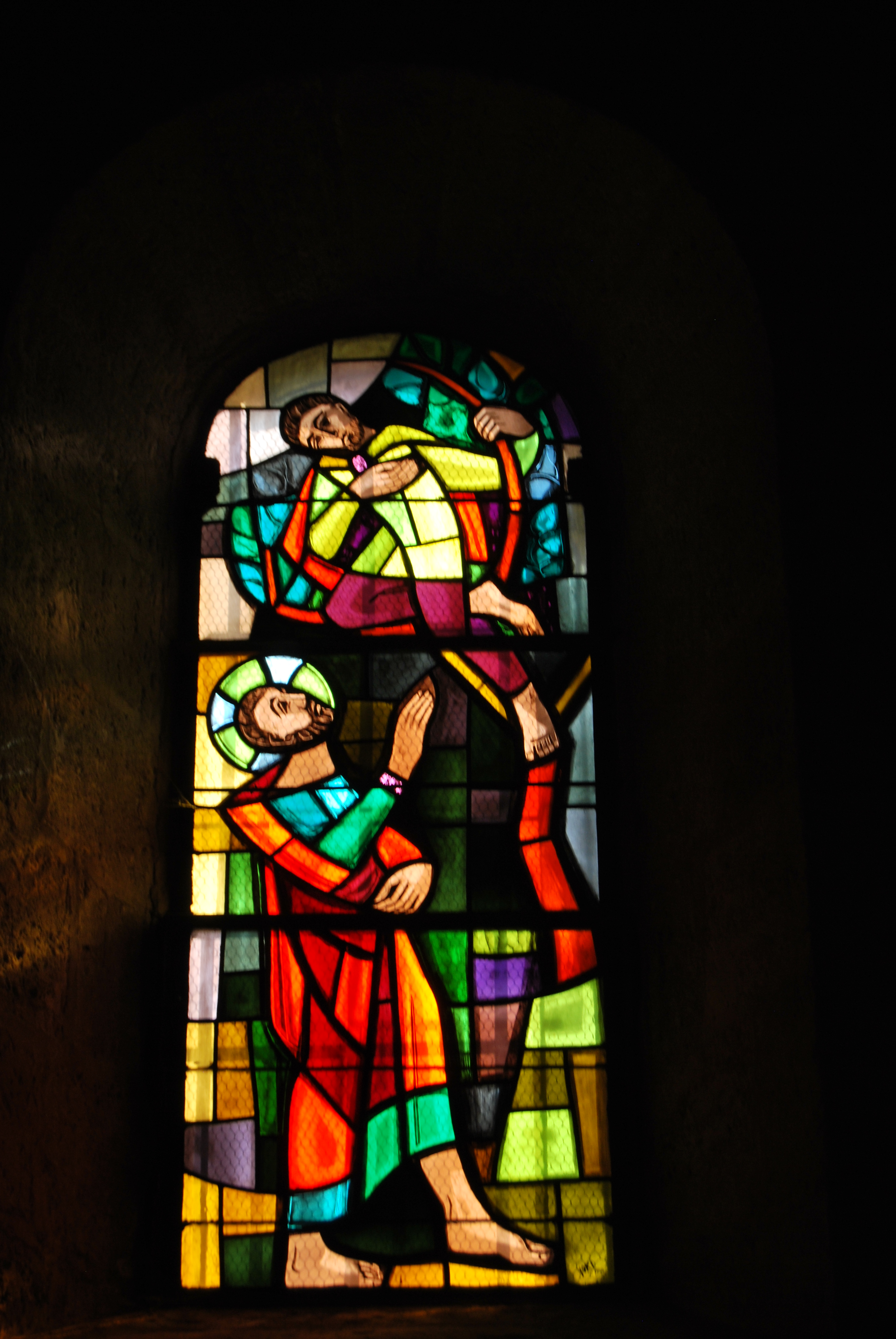
Zachée, le percepteur, caché dans l'arbre.
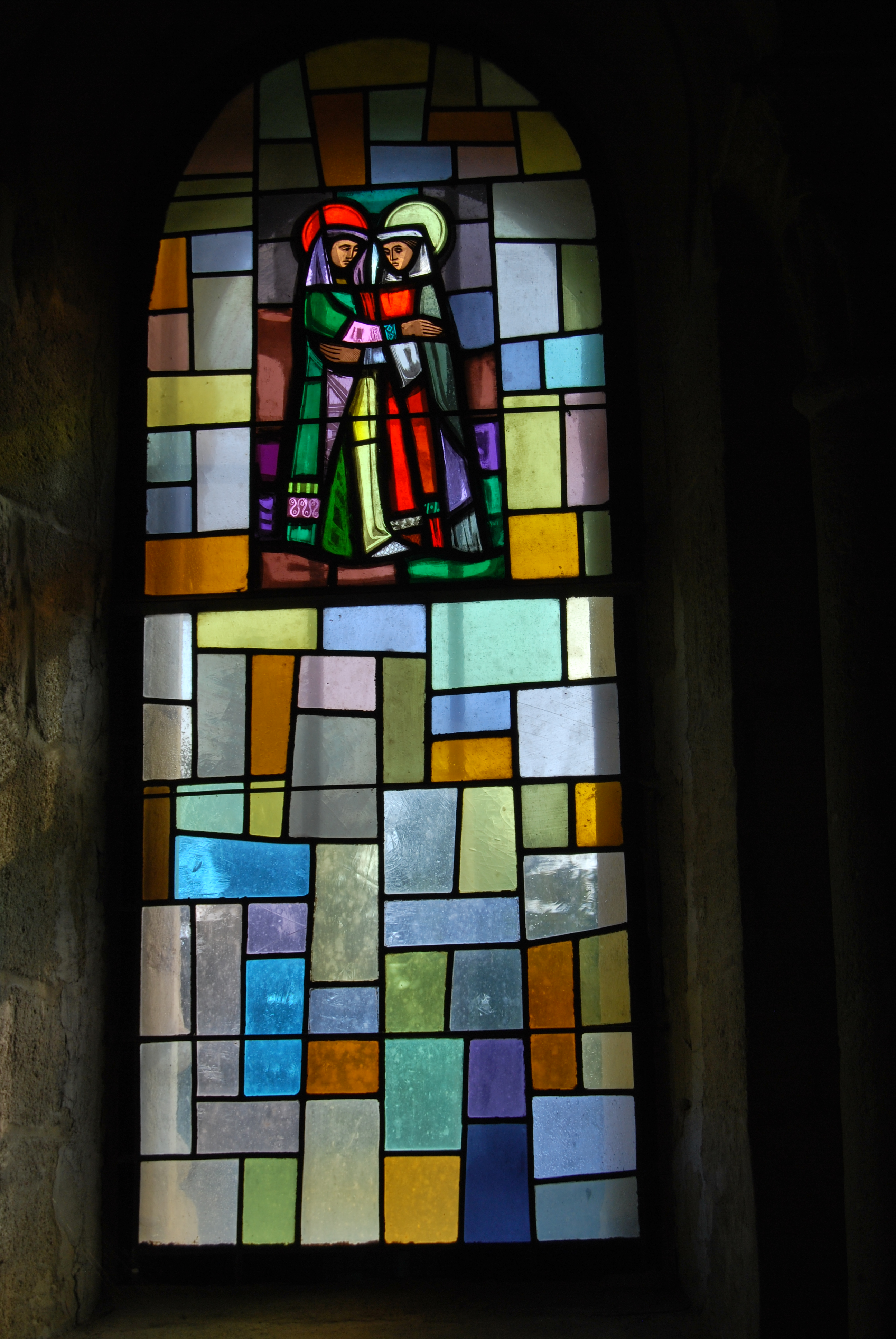
L'annonciation.
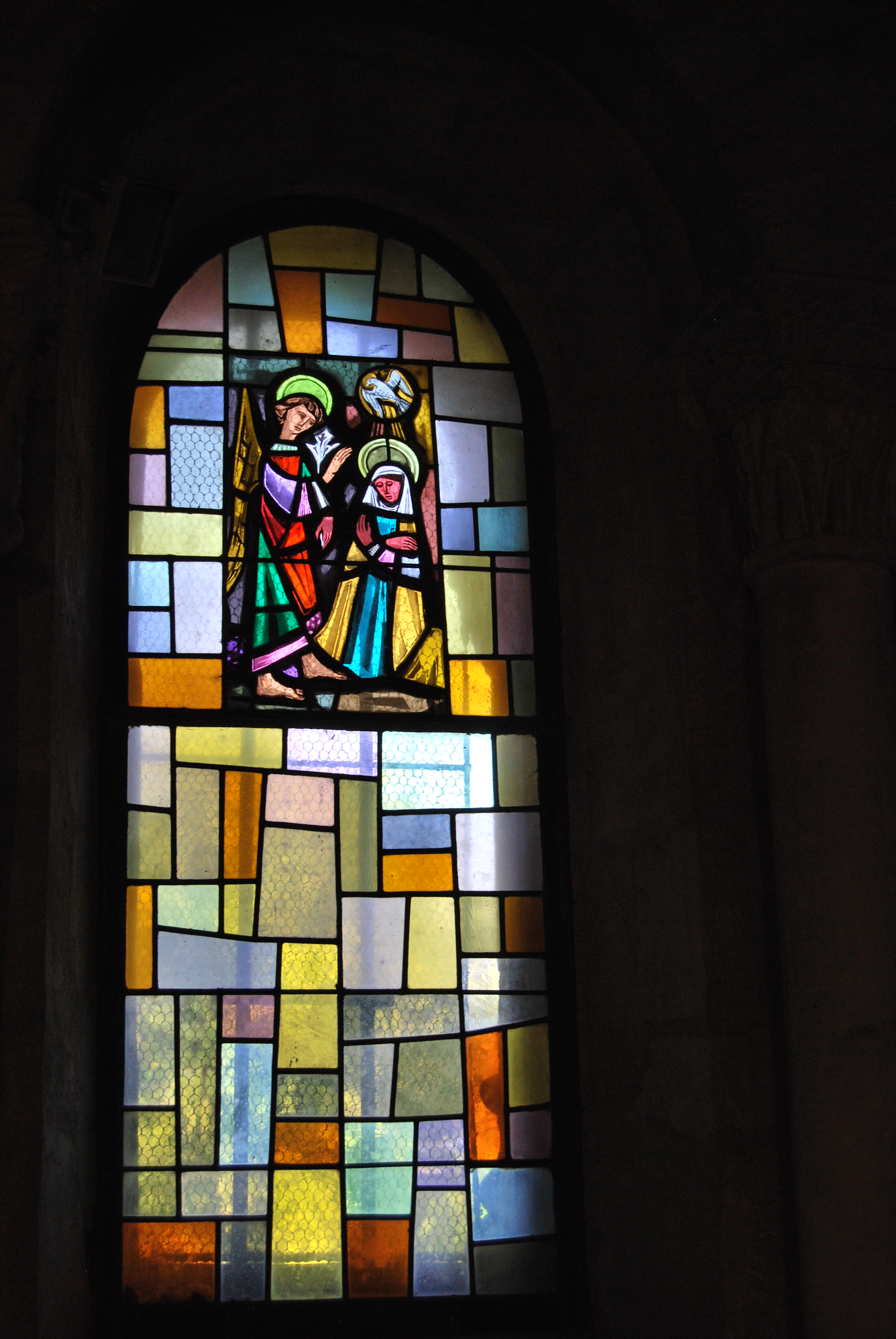
La Visitation.
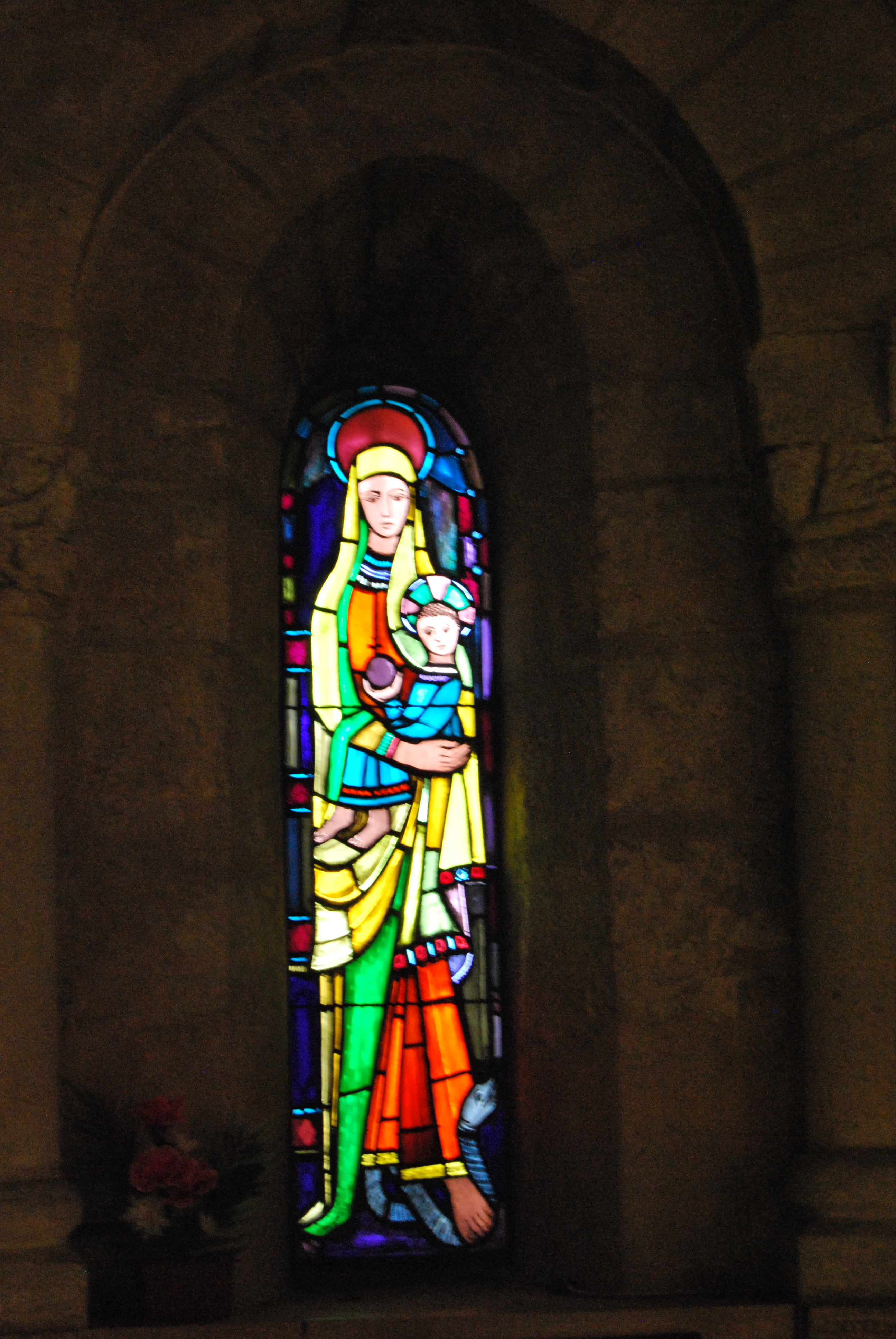
La Vierge à l'Enfant.

### Le mobilier
Le mobilier de l'église est réduit : un bénitier façonné dans un chapiteau mérovingien, l'autel en pierre, construit par l'équipe de Jean Puyo, une statuette de la Vierge à l'Enfant et, sous le porche, un sarcophage roman. 

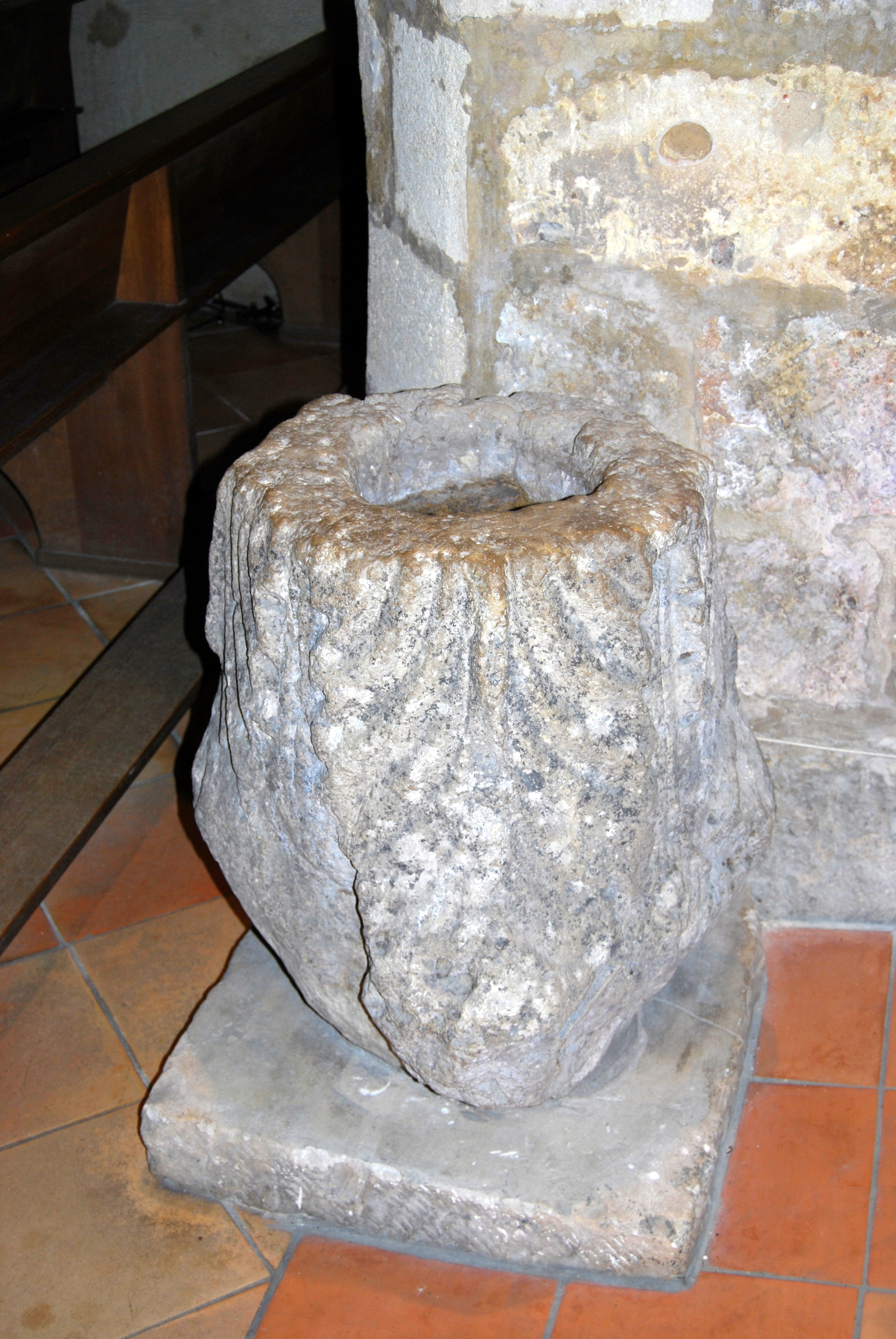
Bénitier mérovingien.
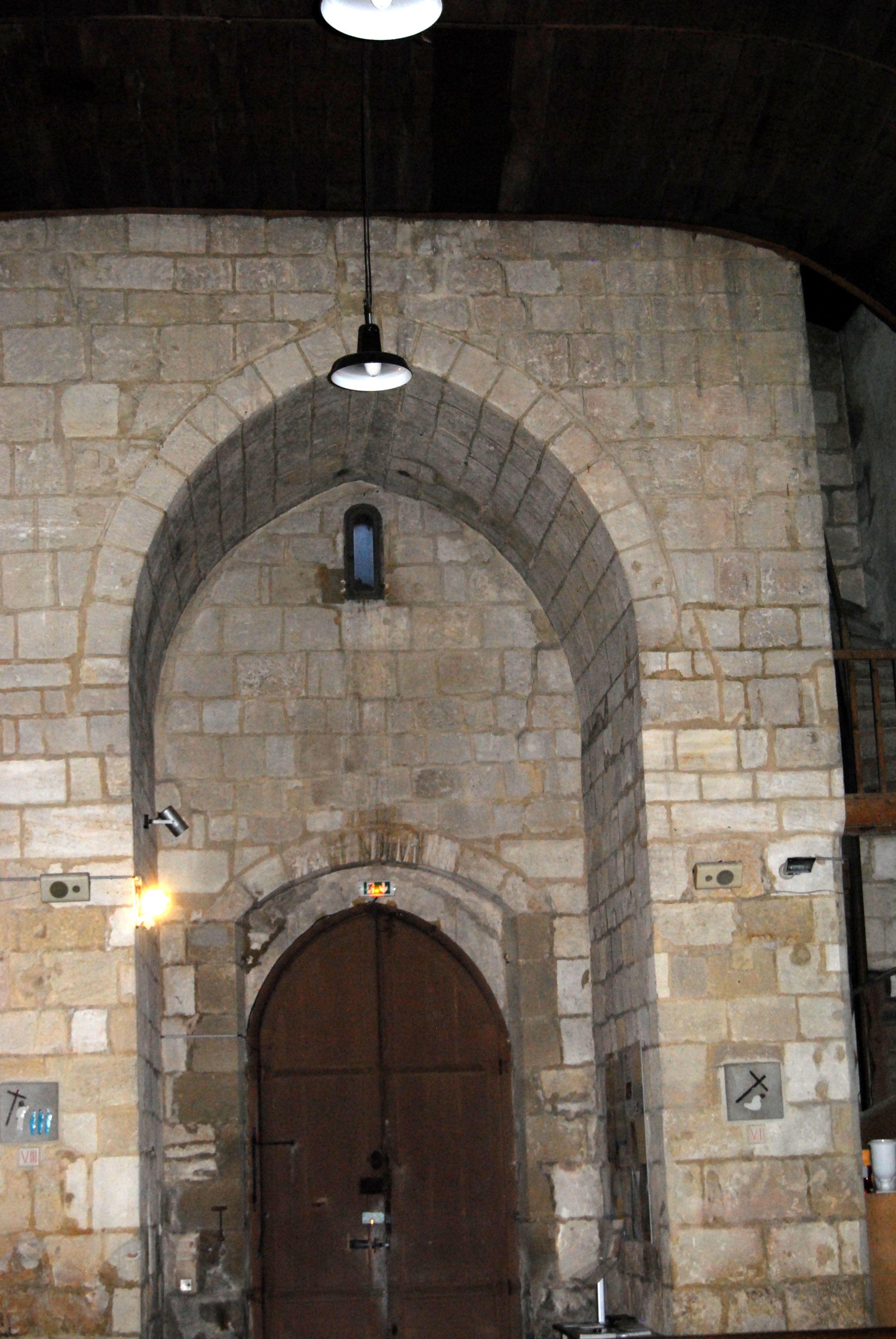
L'entrée.
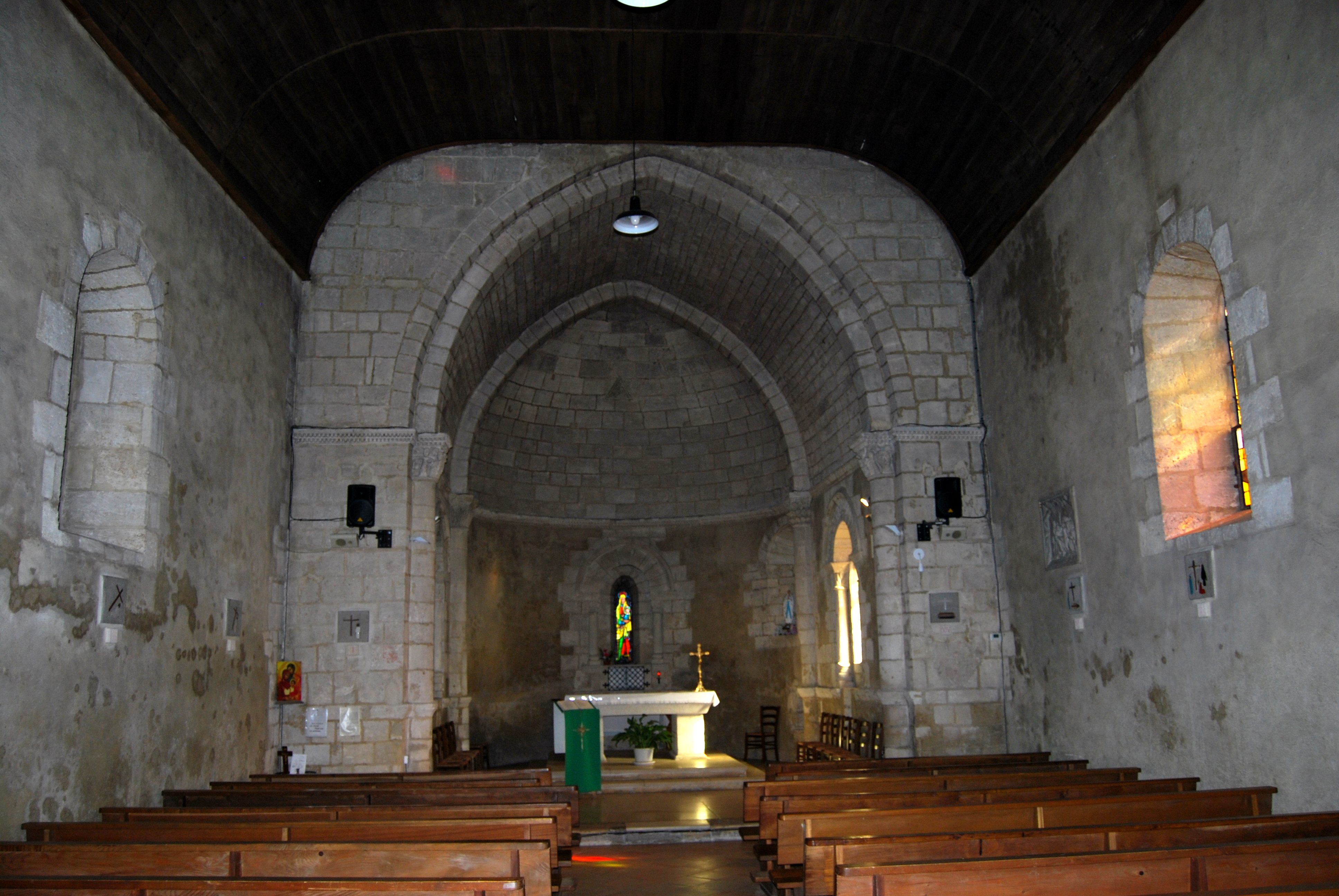
La nef.
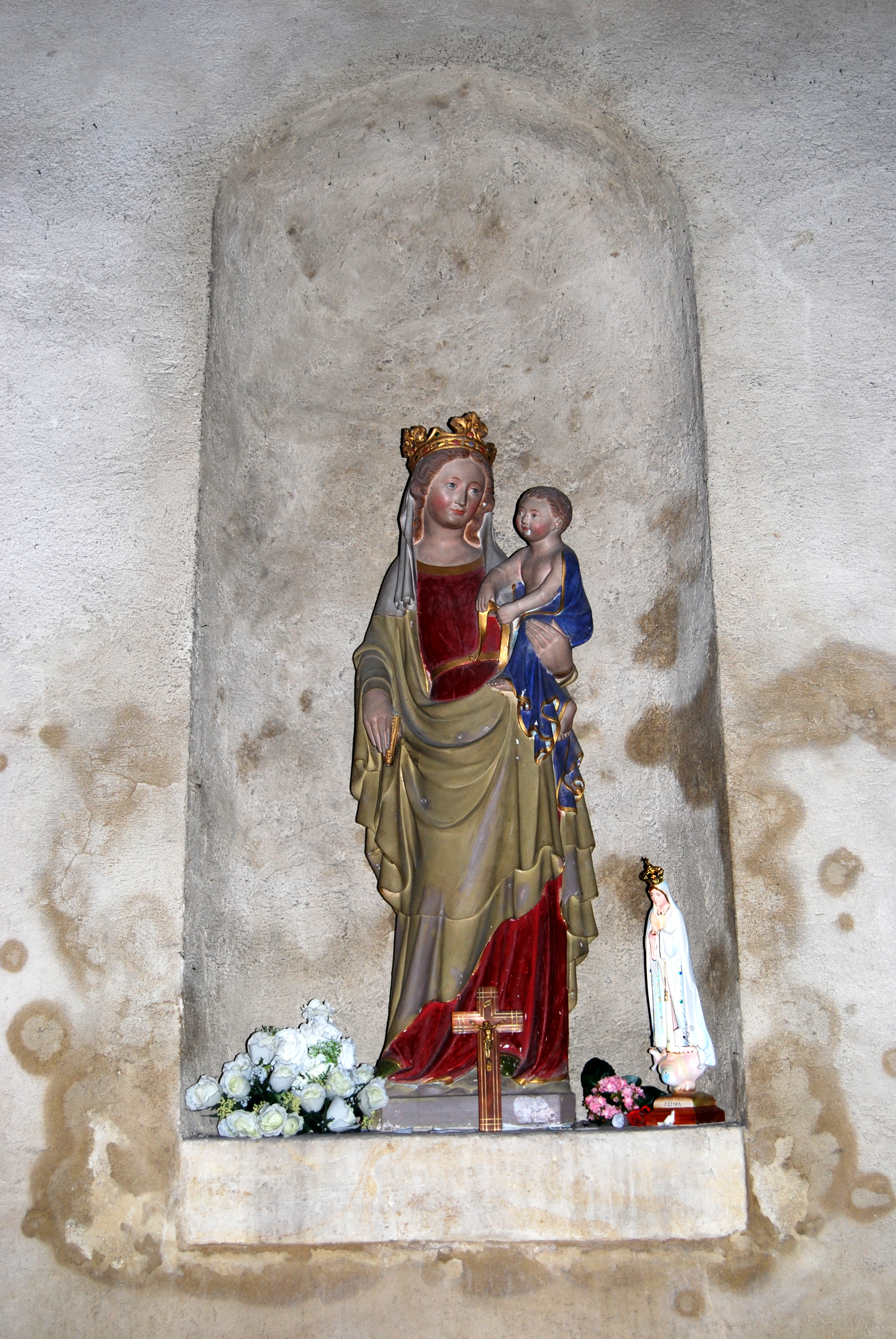
Statue de la Vierge.
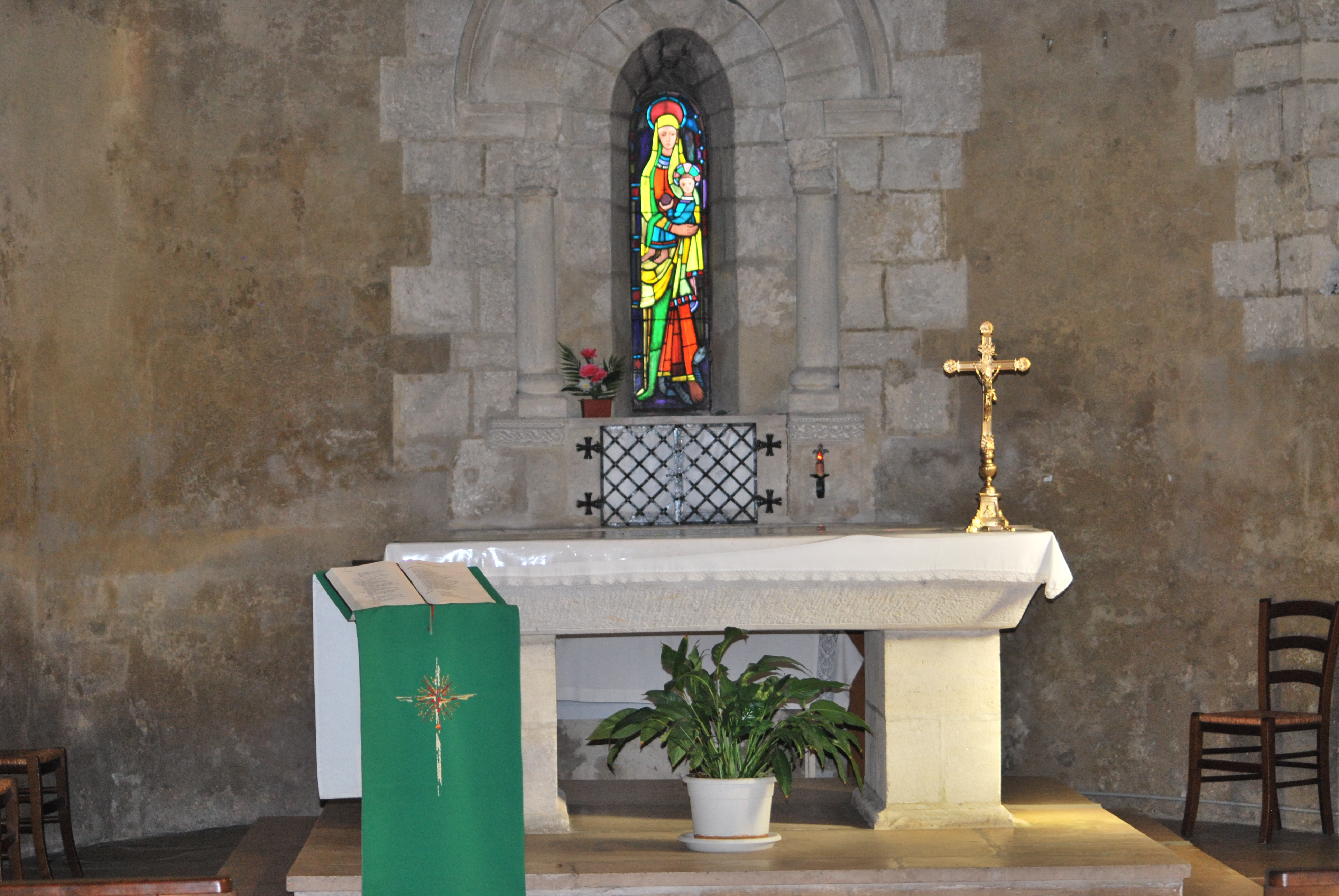
L'autel.
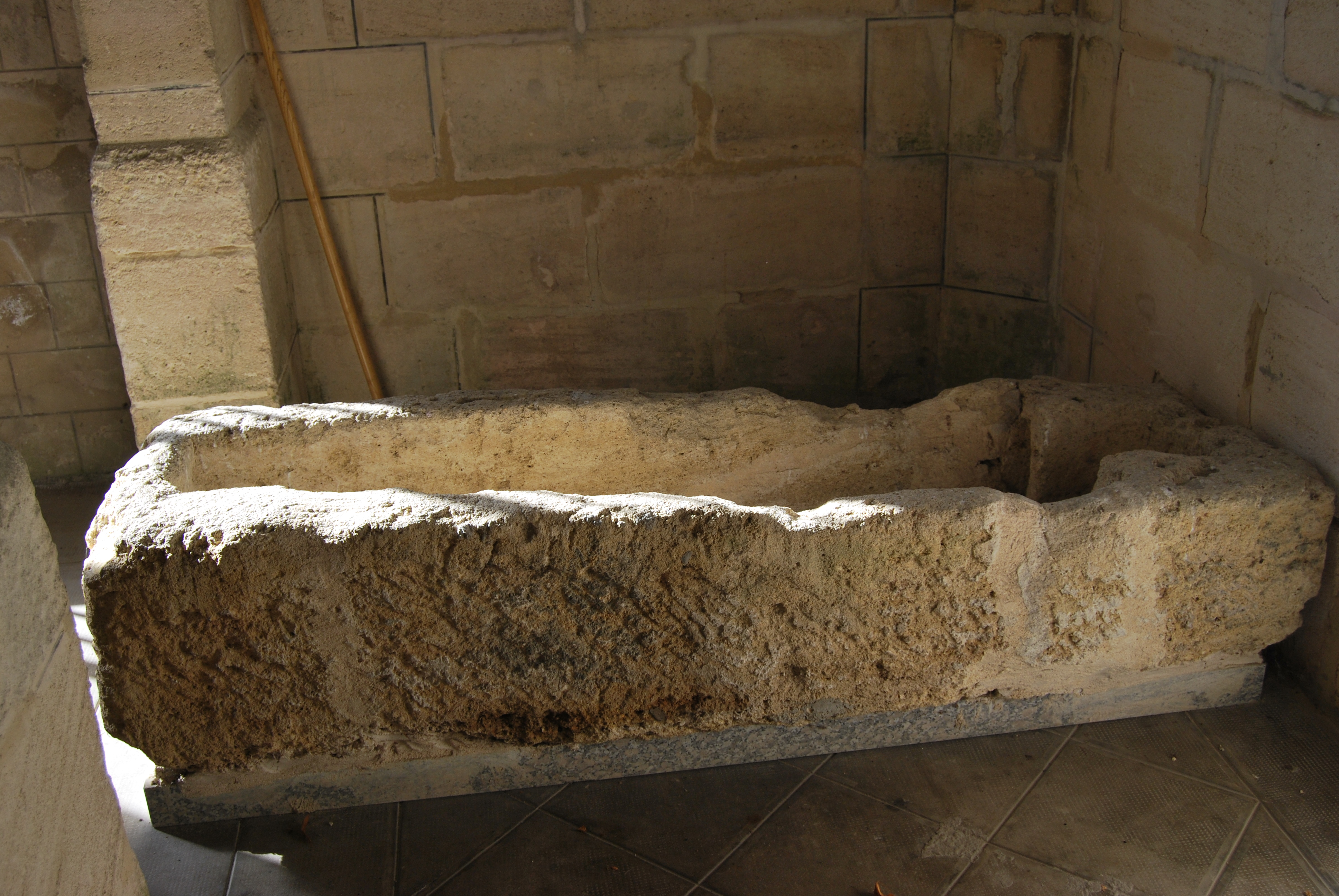
Sarcophage.